# Старое здание парламента (Канберра)
Старое здание парламента (англ. Old Parliament House) в Канберре (Австралия).
С 1927 по 1988 год здесь располагался австралийский парламент. Здание официально было открыто 9 мая 1927 года после того, как резиденция правительства переехала из Мельбурна в Канберру. В настоящее время в нём проходят художественные выставки, выступления и концерты, а часть помещений занимает Государственный архив Австралии.
Здание, спроектированное Джоном Мердоком, должно было служить зданием парламента не более 50 лет, поэтому его называли «временным». Мердок и команда его помощников спроектировали не только само здание, но и окружающие сады, описали общую обстановку, мебель и стиль интерьера. Старое здание парламента было спроектировано в модном в 1920—1930-х годах в Канберре стиле неоклассики (порядок линий, симметричность планировки), но без таких элементов, как колонны , антаблементы или фронтоны.
Первая памятная марка Австралии вышла 9 мая 1927 года по случаю открытия первого здания парламента в Канберре.